# Франческо ди Сенья
Франческо ди Сенья (ит. Francesco di Segna; фигурирует в документах с 1328 по 1339 год) – итальянский художник сиенской школы.

## Биографические сведения.
Франческо ди Сенья был сыном художника Сеньи ди Бонавентура, одного из родственников и сподвижников Дуччо, и братом другого сиенского мастера – Никколо ди Сенья. Первые художественные навыки он, вероятно, приобрёл в мастерской отца, поскольку это было типично для средневековой живописной традиции. В дальнейшем, по всей вероятности, вместе с братом Никколо сотрудничал с семейством Лоренцетти (влияние братьев Лоренцетти исследователи видят в его работах, особенно влияние Пьетро Лоренцетти).
В архивных документах его имя встречается несколько раз. Франческо ди Сенья фигурирует в документе от 25 августа 1328 года, где речь идёт о приданом его жены Нуты да Паламеде в сумме 300 лир; в 1335 году он расписывал книги для бывшего капитано дель пополо («глава народа» – высшая административная должности в Сиене той поры); в 1338 году он фигурирует в документе города Лукка;  27 февраля 1339 года он получил плату за роспись некой деревянной панели.

## Творчество.
В своём творчестве Франческо опирался на богатое наследие Дуччо ди Буонинсенья, пропущенное через  два поколения его последователей, таких как отец Франческо – Сенья ди Бонавентура и братья Лоренцетти, которых наряду с Франческо ди Сенья причисляют к третьему поколению «дуччистов» (т.е. последователей Дуччо).

## Произведения.
Его кисти приписывают небольшое число произведений.
- «Мадонна с младенцем и донатрисой Муччей Чантари» (Городской музей Лучиньяно Валь ди Кьяна; атрибуция Баньоли)

- Фрагменты фресок в капелле Агаццари церкви Сан Мартино в Сиене, на которых изображены: История св. Леонардо, евангелисты, св. Августин, св. Франциск, св. Фредиано (?) и неизвестная святая. В ходе реставрационных работ на одном из фрагментов была обнаружена дата – 1333 год (атрибуция Баньоли).

- Фреска в люнете монастыря Сан Франческо в Лукке, которую он выполнил в период пребывания в этом городе - «Мадонна с младенцем и двое святых» (атрибуция Баньоли).

- «Крест Булгарини» - расписной крест, происходящий из сиенского монастыря капуцинов, и проданный в 1923 году графу Булгарини (ныне в сиенской Пинакотеке, №68).

- «Расписной крест» в Музее религиозного искусства в Вальдарбиа ди Буоноконвенто (атрибуция Беллози).

- «Св. Лаврентий с младенцем»  в Музее религиозного искусства в Монтеспертоли (атрибуция Беллози, 1975, и Баньоли, 2003).

- Фреска  «Явление св. Григория перед св. Финой» в храме Колледжата в Сан Джиминьяно (атрибуция Беллози, 1970; согласно другим авторам фреска принадлежит кисти его брата Никколо ди Сенья).

- «Мадонна с младенцем», происходящая из ораторио ди Санта Марта, ныне хранится в сиенском Палаццо Пубблико (атрибуция Босковица).

- Фрески с двумя сюжетами из жития Христа на правой стене храма Санта Коломба в Монтериджони - "Рождество" и "Распятие".

- Полиптих "Мадонна с младенцем и святыми", Монтальчино, Городской музей (атрибуция А. Баньоли).

Большинство произведений художника не имеет точной даты, поэтому реконструкция его творчества представляет собой проблему. Кроме того, близость манеры братьев ди Сенья ставило в тупик исследователей и вносило путаницу в атрибуцию тех или иных произведений. Сегодня считают, что для Франческо, в отличие от Никколо, характерна более архаичная манера.